# Доходный дом Стуловых
Дохо́дный до́м Сту́ловых — доходный дом в стиле классицизм, построенный в 1913—1914 годах по проекту архитекторов Валентина Дубовского и Николая Архипова на участке купеческой семьи Стуловых. Внутренние убранства каждого из шести этажей репрезентируют разные архитектурные стили: от классицизма до модерна.
После революции 1917 года дом был национализирован, после начала политики уплотнения в нём создали коммунальные квартиры. В 1988-м здание перешло под управление Пушкинского музея, в помещениях располагались административные отделы. По состоянию на 2018-й здание закрыто на масштабную реконструкцию в рамках проекта Музейный городок. После окончания работ в нём планируется создание Дома Текста.

## История
Здание было построено в 1913—1914 годах по проекту архитекторов Валентина Дубовского и Николая Архипова на участке, принадлежащем владельцам торгового дома Петру и Николаю Стуловым. В служебных постройках на этом участке размещалась мастерская, а магазин, где продавалось «русское платье», — в гостинице «Лоскутная» на Тверской улице. В числе заказчиков у братьев были поэты Сергей Есенин и его друг Николай Клюев.
Квартиры в доме были сданы к 1914 году, братья Стуловы проживали на третьём этаже. После революции 1917-го владельцы уехали в эмиграцию в Германию, а в национализированном доме советские власти разместили военный госпиталь. После начала политики уплотнения в 1921 году в нём создали коммунальные квартиры.
В 1919—1920 годах в здании располагалось московское отделение издательства «Всемирная литература», возглавляемое Владиславом Ходасевичем. В 1920-х в доме проживали революционерка Вера Фигнер, историк Сергей Богоявленский, а также литератураведы Николай Гудзий и Владимир Фриче.
В 1988 году дом перешёл под управление Пушкинского музея, в нём находились административные помещения и фондохранилище.

## Архитектура
Шестиэтажный дом площадью 12 000 м² в стиле классицизм был спроектирован таким образом, чтобы из части квартир открывался вид на Кремль. По замыслу братьев Стуловых, каждый этаж представлял определённый художественный стиль. Первые три этажа были классицистическими, четвёртый и пятый отражали культуру эпохи Возрождения, а шестой — готики. В парадном фойе объединялись сразу несколько стилистических элементов. Оформлением вестибюля занимался художник Игнатий Нивинский, до этого украшавший главное здание Пушкинского музея и траурный зал мавзолея Ленина. По задумке мастера были расписаны потолочные ниши и стены, справа и слева от входа расположены фигуры атлантов, а над дверями квартир — барельефы. Также каждая квартира имела неповторимую отделку. На последнем этаже находилась квартира с высокими потолками, а свод большой комнаты был выполнен в виде готических подводов. В декоре здания прослеживаются черты московского ампира.
Благодаря технической оснащённости — привезённому из Америки электрическому лифту, водоснабжению и электричеству — дом считался одним из самых совершенных с технической точки зрения построек в Москве.

## Реставрация
В доме сохранились витражи, лепной декор, оконные шпингалеты, сантехника, а также гербы, украшавшие лестничные пролёты. По состоянию на 2018 год в доме проходит масштабная реставрация в рамках создания музейного городка Пушкинского музея. Во время работ будут заменены внутренние перегородки, укреплён фундамент и стены, а также отремонтирована кровля. Также будут восстановлены художественные элементы: скульптуры, витражи, росписи, лепнина, паркет.
Это один наших домов, который станет исключительным местом на карте музейного квартала. Здесь будут храниться все наши библиотеки, собрание редкой книги, наши богатейшие музейные архивы. И у нас предусмотрена возможность открытого доступа к фондам.Директор Пушкинского музея Марина Лошак
После окончания реставрации в доме будет организован Дом Текста, где разместятся экспозиционные залы и научная библиотека Пушкинского музея, типография и переплётная мастерская. Также в здание перенесут архивы, отдел редкой книги и книги художника.
- Архитектура здания
- Фасад верхних этажей, 2010-е годы
- Вид со стороны ГМИИ, 2010-е годы
- Вид из Знаменского переулка, 2010-е годы
- Фигуры богинь в нише, 2007 год
- Входной портал с фигурами трубящих Слав, 2010-е годы